# جان من (فیلم ۱۹۷۶)
جان من (به هندی: Jaaneman) یا عزیرم فیلمی محصول سال ۱۹۷۶ و به کارگردانی چتان آناند است. در این فیلم بازیگرانی همچون دو آناند، هما مالینی، دورگا خوته، پریم نات، آجیت خان، افتخار ایفای نقش کرده‌اند.

## بازیگران و صداپیشگان
| نقش           | بازیگر      | دوبلُر        |
| رانی          | دو آناند    | ایرج ناظریان |
| سانتو         | هما مالینی  | زهره شکوفنده |
| بانتو/رامکالی | هما مالینی  | زهره شکوفنده |
| رام باروس     | پریم نات    | مرتضی احمدی  |
| گلبهار سینگ   | آجیت خان    | سیامک اطلسی  |
| مادر رانی     | دورگا خوته  | سیمین سرکوب  |
| دکتر قلابی    | بارات کاپور | تورج نصر     |